# Poltu Cuadu

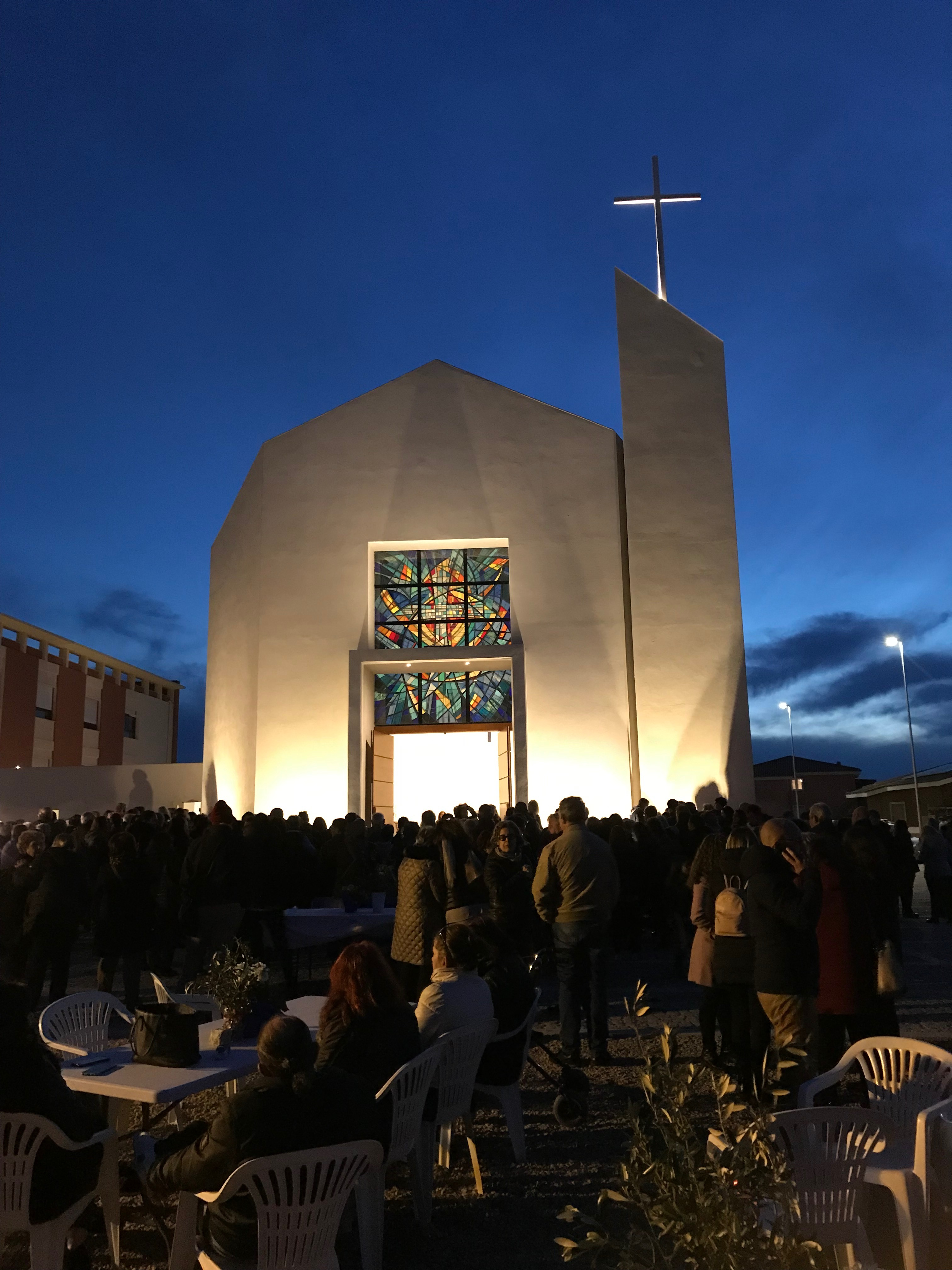
Chiesa di San Ponziano papa, Poltu Cuadu (Olbia)

Poltu Cuadu è un quartiere della città di Olbia (SS), situato a sud dell'agglomerato urbano, nelle vicinanze dell'aeroporto. Si estende su un'altura lungo la strada statale 125 Orientale Sarda, alla confluenza con la statale 729 per Sassari, nei pressi della diramazione per la statale 131, tra la zona aeroportuale ed il mare del golfo interno di Olbia, in Sardegna.
Il quartiere è fisicamente separato dal resto della Città a causa dalla presenza dello svincolo stradale di accesso della statale 729. 
Alla data del 31/12/2018 risiedono complessivamente 2.294 abitanti.
Nato nei primi anni settanta con la costruzione di edifici popolari e abitazioni singole, il quartiere ha avuto un significativo incremento demografico negli anni ottanta, con la realizzazione di appartamenti in cooperativa.
Negli anni novanta, grazie alla posizione panoramica sul mare e agli importanti collegamenti con i principali assi viari regionali, il quartiere si è ulteriormente sviluppato verso est nella località denominata Sa Marinedda, ove è sorta ex novo una vasta zona residenziale, conosciuta come Olbia Mare, ed è stato edificato il primo centro commerciale della Città. Sempre in questa zona è stato edificato, affacciato sul mare, l'anfiteatro comunale progettato dall'Arch. Michelucci.
Negli anni duemila, sempre in località Sa Marinedda, che costituisce ormai con Poltu Cuadu un unico agglomerato urbano, è stato costruito il primo porto turistico privato della Città, destinato alla nautica da diporto.
Sul promontorio più elevato del quartiere, affacciato sul Golfo interno di Olbia, è stata edificata la chiesa parrocchiale dedicata a San Ponziano papa, oggetto di un recente e importante intervento di riqualificazione architettonica, in occasione del quale è stato realizzato il primo belvedere sulla Città. A fianco alla chiesa parrocchiale si trova il Centro salesiano. 

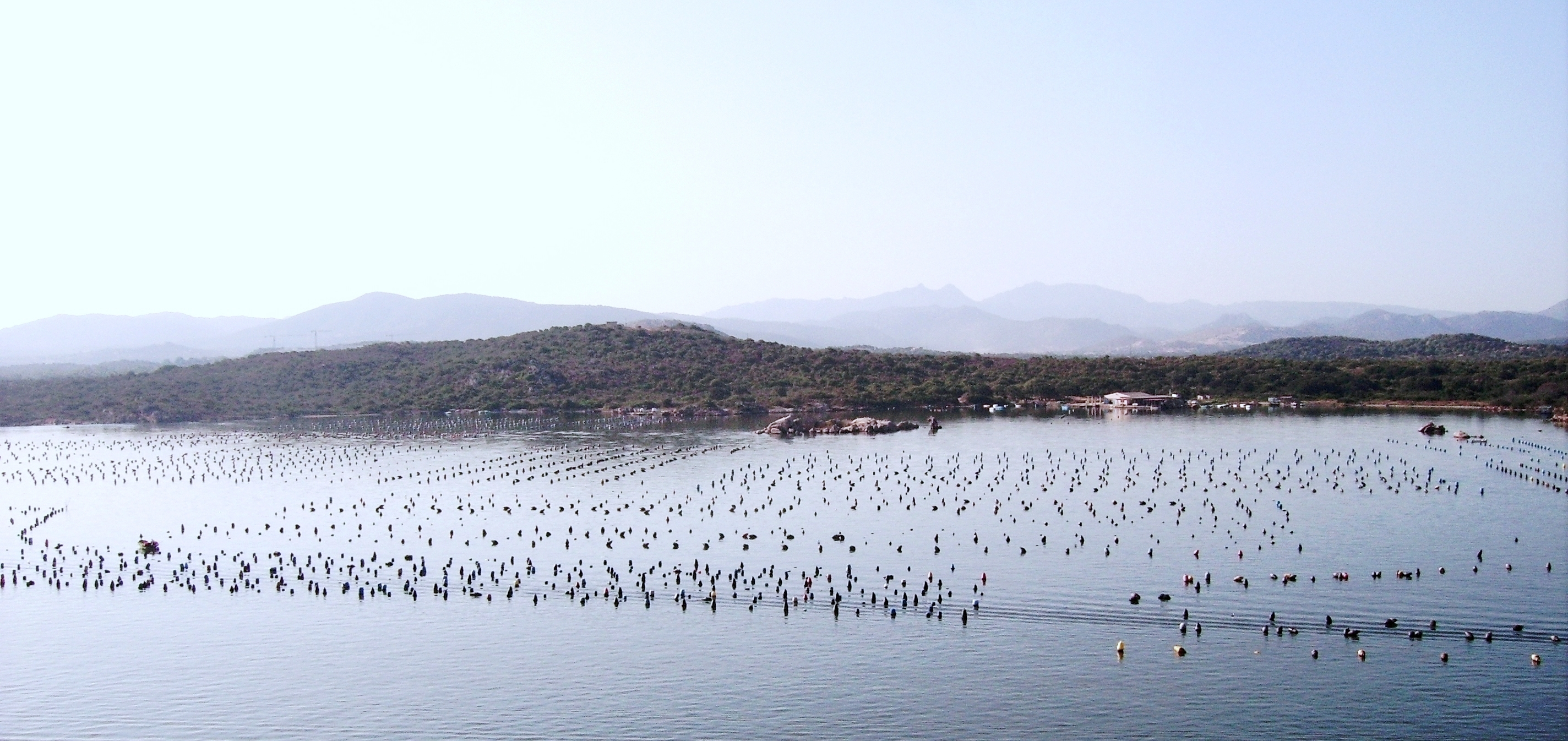
La miticoltura è molto diffusa nel golfo di Olbia

Il quartiere è servito da numerose linee di trasporto urbano che lo collegano con il resto della Città, con il vicino aeroporto e con le spiagge a sud (Le Saline, Porto Istana) e a nord della Città (Porto Rotondo). Sono presenti numerosi esercizi commerciali, sia della piccola che della grande distribuzione, un albergo e importanti uffici pubblici, come la Caserma del Reparto territoriale dei Carabinieri e il Comando della Polizia locale. 
Nei pressi del porticciolo turistico, nelle acque interne del golfo si estendono importanti allevamenti di mitili, gustosi molluschi bivalve molto conosciuti ed apprezzati in tutta l'Isola.
Il nome del quartiere in lingua sarda logudorese significa "porto nascosto". È frequente leggere "Poltu Quadu", ma tale nome è assolutamente scorretto in quanto l'aggettivo "nascosto" in sardo logudorese si scrive "cuadu". La denominazione ufficiale secondo l'Ufficio toponomastica del Comune di Olbia è quella corretta di Poltu Cuadu. 
Il quartiere Poltu Cuadu si potrebbe facilmente confondere con il toponimo Poltu Quatu  riferito ad un centro turistico isolano situato nel comune di Arzachena; il significato è lo stesso ma espresso nella variante gallurese.